# Gyöngysziget
Koordináták: é. sz. 45° 31′ 30″, k. h. 20° 04′ 40″45.525000°N 20.077778°E
Gyöngysziget (szerbül és horvátul Biserno Ostrvo, németül Perlen Insel, angolul Pearl Island)

## Keletkezése és fekvése
A Tisza szabályozásakor a 19. század közepén keletkezett „sziget”, Bácsföldvártól 6 km-re keletre Törökbecsétől 5-km-re délnyugatra található.
Hajdan mintagazdaságáról volt nevezetes. Krokán (crocant) boráról híres.
Horgászparadicsom.